# Leskea mildeana
Leskea mildeana là một loài Rêu trong họ Leskeaceae. Loài này được De Not. mô tả khoa học đầu tiên năm 1867.